# Chiesa di San Procopio (Libušín)
La chiesa di San Procopio (in ceco Kostel sv. Prokopa) è un luogo di culto cattolico che si trova a Libušín, comune del Distretto di Kladno, Boemia Centrale in Repubblica Ceca. La chiesa neogotica appartiene all'arcidiocesi di Praga ed è stata edificata all'inizio del XX secolo.

## Storia

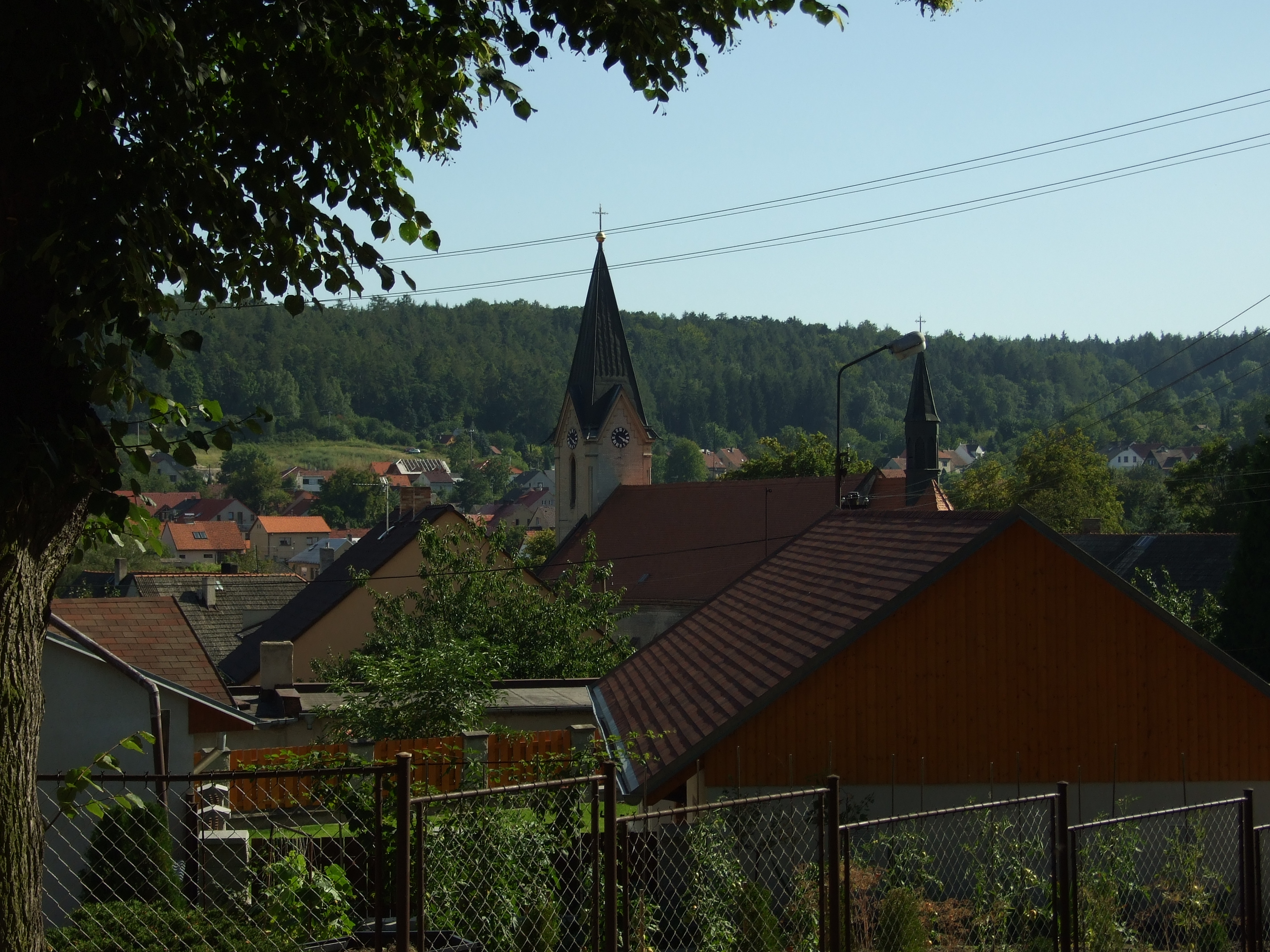
Chiesa di San Procopio nell'abitato di Libušín. Si notano il campanile anteriore davanti alla facciata e il campanile posteriore posto sull'abside

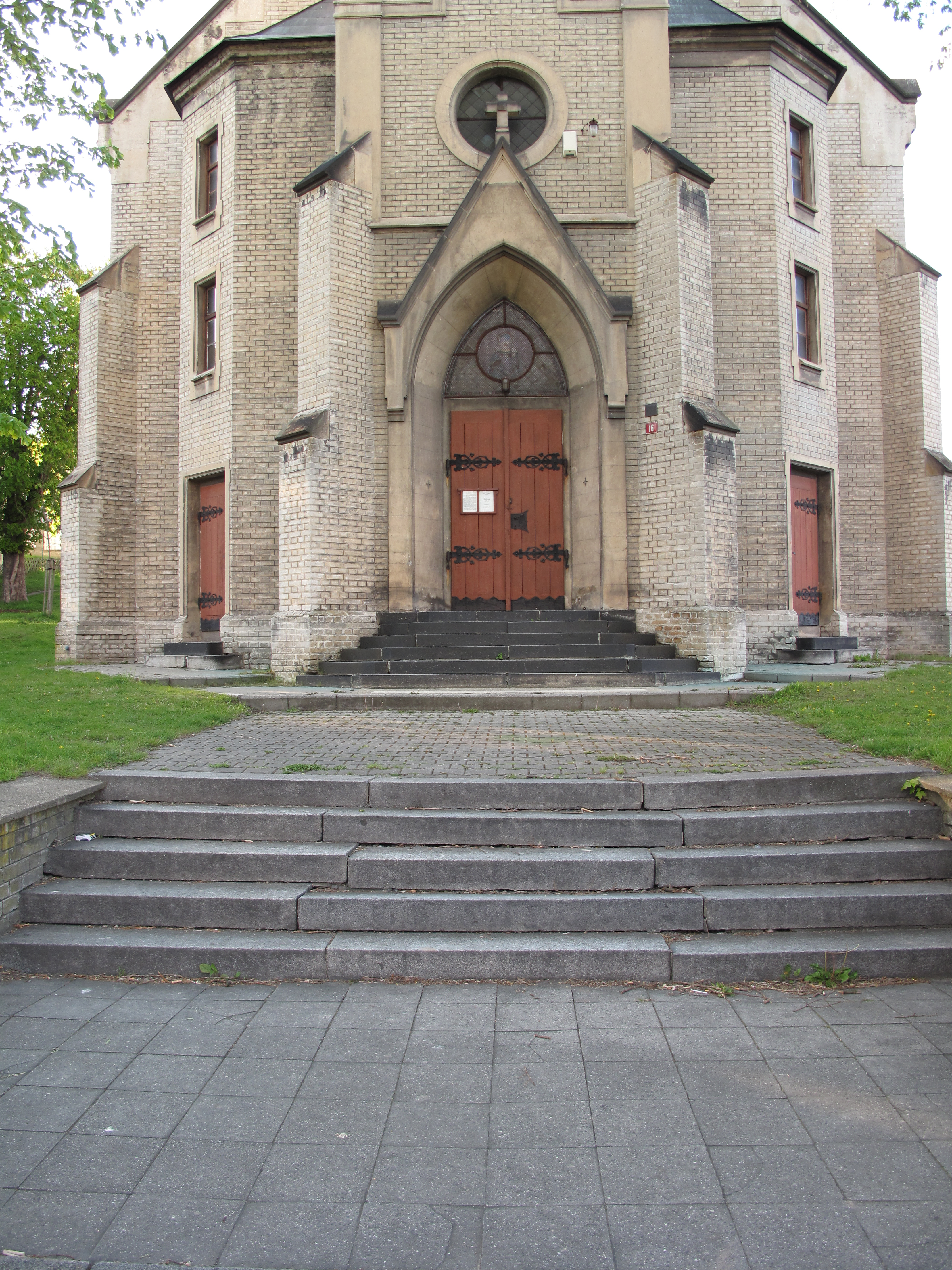
Portale anteriore sulla facciata

Libušín fu menzionato per la prima volta come villaggio nel 1052. Con lo sviluppo dell'estrazione del carbone nel XIX secolo il numero dei suoi abitanti aumentò notevolmente, tanto che nel 1919 venne elevata alla dignità di città. Il consiglio scolastico decise di costruire una chiesa, poiché tuttavia all'epoca il villaggio non era una parrocchia indipendente, la chiesa poteva avere solo lo status di cappella scolastica. Nel gennaio 1906 furono accettati i progetti dell'architetto Mocker di Třeboň e nel maggio 1907 la realizzazione dell'edificio fu affidata al costruttore Josef Ullmann di Libušín. L'altare è stato fornito da Bohumil Mudroch di Praga, e da Praga è arrivato anche l'organo di Josef Hubička. I banchi della chiesa sono stati realizzati dall'artigiano di Libušín Jan Maštalíř. Della decorazione interna si occuparono Adolf Kolář e Adla Schön. Josef Kryšpín di Praga fornì le finestre policrome realizzate secondo i disegni del famoso pittore Adolf Liebscher. La grande chiesa neogotica fu solennemente consacrata dall'arcivescovo di Praga Lev Skrbenský Hříště il 5 novembre 1908 e dedicata a San Procopio, uno dei protettori dei minatori. Dopo la consacrazione la chiesa venne elevata a dignità di chiesa parrocchiale, che mantenne sino al 2008, quando divenne filiale della parrocchia di San Venceslao a Kladno-Rozdělov. Le campane con i nomi František Josef, Prokop e Jiří vennero realizzate dalla Diepoldova a Praga e durante la prima guerra mondiale furono requisite e nel 1932 ne furono donate di nuove, che furono nuovamente confiscate durante la seconda guerra mondiale dalle truppe di occupazione della Germania nazista, nel 1942. Dopo la fine della guerra, con la costituzione della Repubblica Socialista Cecoslovacca lo Stato confiscò tutte le proprietà della chiesa e per l'edificio iniziò un periodo di abbandono. Il tetto e la capriata crollarono con parti del soffitto, e a causa dell'attività mineraria anche le pareti e il pavimento subirono danni. Inoltre vari atti vandalici completarono la distruzione e tutte le finestre, comprese quelle policrome, vennero distrutte. Dopo la rivoluzione di velluto e la dissoluzione dell'Unione Sovietica iniziò il graduale restauro e ripristino dell'edificio, a partire già dal 1991. I lavori durarono 10 anni, e in particolare a partire dal 1996 anche tutte le finestre vennero sostituite con altre simili alle originali distrutte. All'inizio del XX secolo la chiesa venne anche dotata di nuove campane.

## Descrizione

### Esterni
La chiesa di San Procopio si trova nell'abitato di Libušín, comune della Boemia Centrale in Repubblica Ceca. L'edificio neogotico, che in origine non doveva essere troppo alto per sopportare le frequenti scosse dei pozzi sotterranei, mostra orientamento verso nord ovest. La facciata è caratterizzata dalla torre campanaria alta 32 metri che si trova al suo centro e alla base della quale si apre il grande portale di accesso, sopraelevato e accessibile attraverso una scalinata. Una seconda torre campanaria di minore altezza si trova nella parte posteriore, sull'abside. Nel parco accanto alla chiesa si conserva la colonna con la statua barocca raffigurante san Giovanni Nepomuceno del 1735.

### Interni
La navata interna è unica, in stile neogotico e forma quindi una rara unità stilistica con l'edificio. In cantoria si trova l'organo a canne.

### Monumento culturale della Repubblica Ceca
La tutela dei monumenti della Repubblica Ceca considera la chiesa di San Procopio di Libušín un monumento culturale nazionale col numero di catalogo 1000132834.